# Battaglia di Sepeia
La battaglia di Sepeia (Σήπεια) fu combattuta nel 494 a.C. tra gli Spartani di re Cleomene I e gli Argivi. Lo scontro, di cui sappiamo soprattutto dal racconto fatto a posteriori da Erodoto (6, 76-83), fu vinto dagli Spartani, che così presero il pieno controllo sul Peloponneso. Cleomene sterminò i superstiti dell'esercito argivo dando fuoco al bosco dove si erano rifugiati.